# Dicranella ditrichoides
Dicranella ditrichoides är en bladmossart som beskrevs av Brotherus 1921. Dicranella ditrichoides ingår i släktet jordmossor, och familjen Dicranaceae. Inga underarter finns listade i Catalogue of Life.